# 771
771 (DCCLXXI, na numeração romana) foi um ano comum do século VIII do  Calendário Juliano, da Era de Cristo, e a sua letra dominical foi F, totalizando 52 semanas, com início a uma terça-feira e terminou também a uma terça-feira.
| Ano completo                       |
| ---------------------------------- |
| Ano comum com início à terça-feira |

## Mortes
- 4 de dezembro — Carlomano I, rei dos francos (n. 751